# Frontière entre le Botswana et la Zambie
La frontière entre le Botswana et la Zambie est la frontière fluviale qui sépare ces deux pays d'Afrique australe. Avec 156 m de longueur, il s’agit de la plus courte des frontières internationales.

## Caractéristiques
La frontière est située sur le cours du fleuve Zambèze, qui est large à cet endroit d'environ 400 m. La frontière n'est pas précisément délimitée : elle débute au tripoint Botswana-Namibie-Zambie et se termine 150 m plus à l'est au tripoint Botswana-Zambie-Zimbabwe. Suivant l'échelle de la carte observée, elle peut apparaître comme un quasi quadripoint.

## Traversée
La frontière sépare Kazungula en Zambie et Kasane au Botswana. Les deux villes étaient reliées par le ferry de Kazungula, deux pontons motorisés qui font la navette entre les postes de douane de chaque côté du Zambèze.
À la suite du chavirage d'un ferry en 2003, les gouvernements des deux pays ont annoncé en 2007 la construction d'un pont transfrontalier pour le remplacer.
Confiés au groupe français Egis, les travaux du pont de Kazungula ont officiellement commencé le 12 octobre 2014 et la mise en service est effective en mai 2021.

Le pont de 923 mètres de long et 18,5 mètres de large relie les villes homonymes de Kazungula en Zambie et Kazungula au Botswana. Son plan est incurvé pour éviter les frontières voisines du Zimbabwe et de la Namibie.

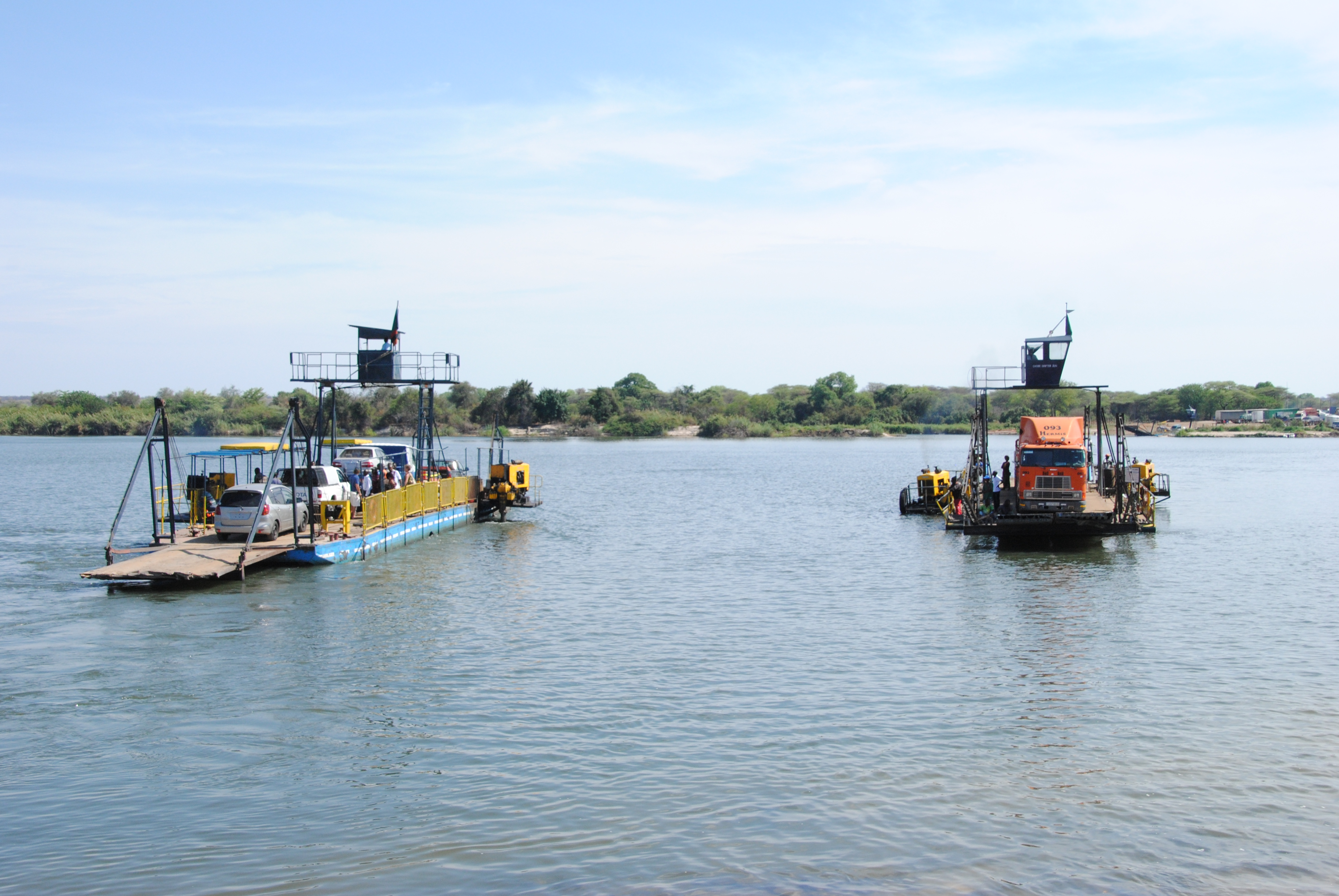
Passage de la frontière en ferry (2011).
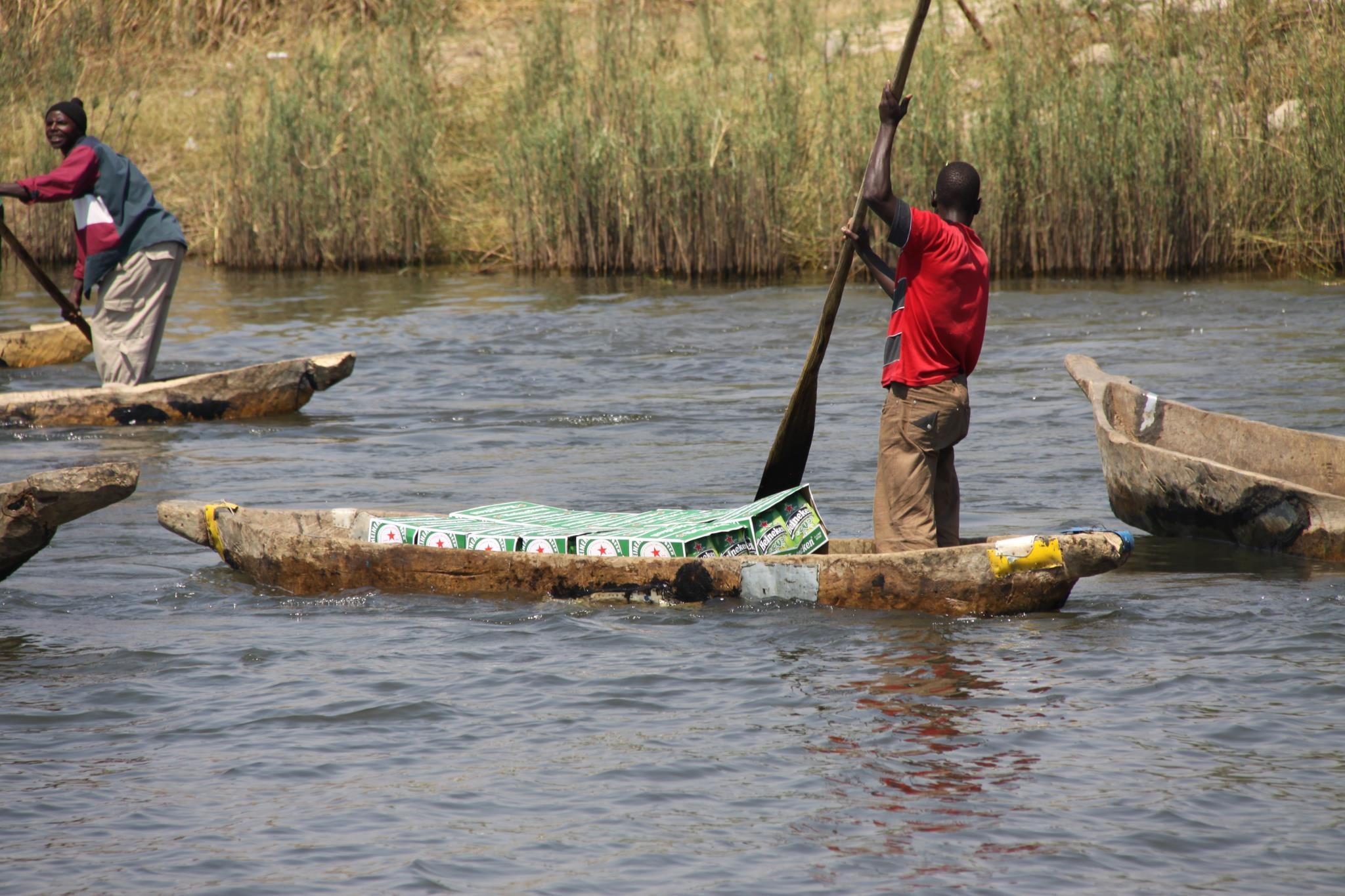
Transport de bière par bateau (2012).
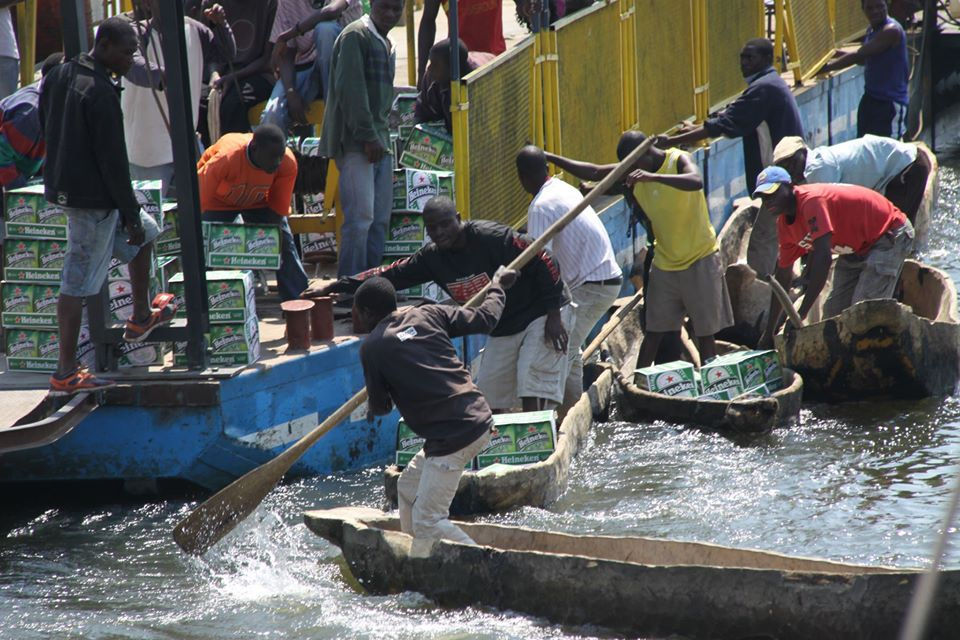
Contrebande d'alcool (2012).
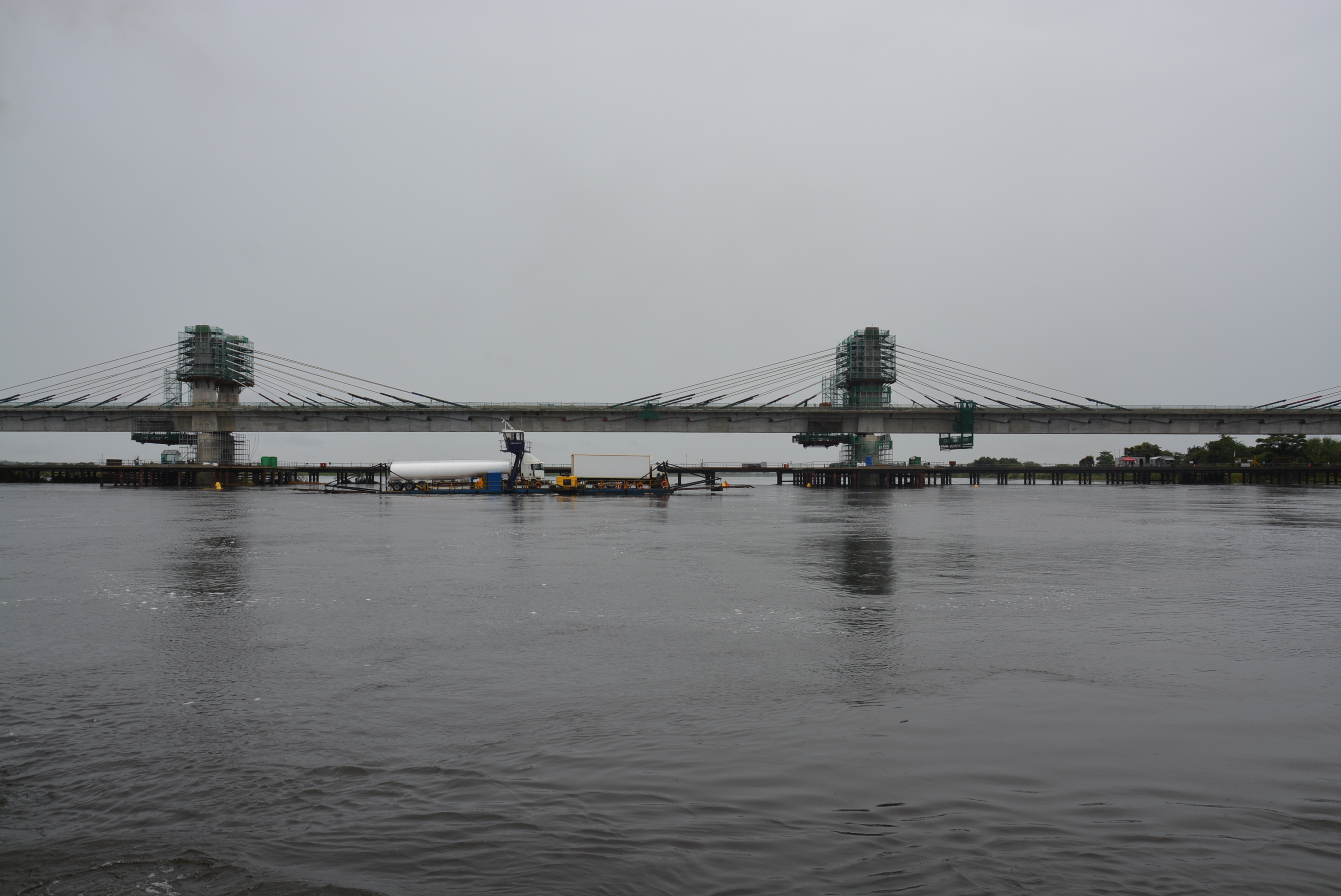
Ferry et pont en construction en mars 2020.